# Thomas Ritchey
Thomas Ritchey (19 de enero de 1801 – 9 de marzo de 1863) fue un Representante estadounidense por Ohio.
Nacido en el Condado de Bedford, se mudó a Somerset.  Asistió a la escuela pública. Se dedicó a las actividades agrícolas.
Ritchey fue elegido como Demócrata por el 30.º (4 de marzo de 1847 – 3 de marzo de 1849).
Fue elegido en el 33.º congreso (4 de marzo de 1853 – 3 de marzo de 1855).  Se dedicó a las actividades agrícolas cerca de Somerset, Ohio, hasta su muerte el 9 de marzo de 1863. Fue enterrado en el cementerio Episcopal Metodista de Zion, Municipio de Madison, Condado de Perry, Ohio.